# 大阪青山大学短期大学部
大阪青山大学短期大学部（おおさかあおやまだいがくたんきだいがくぶ、英語: Osaka Aoyama Junior College）は、大阪府箕面市新稲2-11-1に本部を置いていた日本の私立大学である。1967年に設置され、2021年に廃止された。大学の略称は青短（あおたん）。青山学院大学とは別組織。

## 概観

### 大学全体
- 大阪青山大学短期大学部(2014年に大阪青山短期大学から大阪青山大学短期大学部に名称変更)は、学校法人大阪青山学園により運営されていた日本の私立大学。「青山」の名称は1965年に千里ニュータウンの大阪府吹田市青山台に街びらきと共に開園された「青山幼稚園」が母体になっていることに由来していた。
- 大阪府箕面市に主キャンパスである「箕面キャンパス」があり、同キャンパス内には、2005年に開学した大阪青山大学が併設されていた。
- 学科体制は最大で4学科と1学科2専攻とかなりの規模を擁していたが、大学の学部設置および学科再編もあって、廃止時には1学科に縮小されていた。

### 建学の精神（校訓・理念・学是）
- 「優れた人格と教養を育み、社会に役立つ技術や資格をみにつける」

### 教育および研究
- 全国でも少数の　調理師養成課程があった。これは1998年に設置され、当時としては全国の短期大学では初めてのことであった[1]。調理師課程では、本短大レストランでの調理・運営を行うといった実習もあった。製菓衛生師を養成する課程もあり、いずれも一流ホテルで働く料理人からの教育が受けられるところに特徴があった。ほか、博物館や図書館に関する科目や、外国語科目にスペイン語などもあった。
- 大阪府や兵庫県下の短期大学の中でも、幼児教育及び保育の分野においては評価が高かった。

### 学風および特色
- 毎年多数名、大阪青山大学短期大学部(旧：大阪青山短期大学)を卒業した後、大阪青山大学に編入学する者がいた。編入学する理由の一つは、短期大学で取得した教諭免許が編入学することにより、二種免許から一種免許へ移行できるからだと考えられる。
- 情操教育・情報教育・クラス制教育が取り入れられていた。かつては、女子短大としてのイメージが強かった。

## 沿革
- 1967年 大阪青山女子短期大学（おおさかあおやまじょしたんきだいがく）が開学。家政科と幼児教育科を設置。設置場所は現在の箕面キャンパス
- 1968年 家政科を家政専攻と食物栄養専攻に分離
- 1973年 大阪青山短期大学に校名変更
- 1981年 国文科を設置（募集は2004年度まで）
- 1983年 北摂キャンパス開設。同キャンパス内にテニスコートとクラブハウスが完成
- 1986年 英米語科を設置（募集は2004年度まで）
- 1989年 家政科を生活科学科に名称変更。それに伴い家政専攻を生活科学専攻に名称変更
- 1992年 開学25周年式典挙行
- 1996年 北摂キャンパスに新体育館落成、竣工式典挙行
- 1998年 短期大学の生活科学科食物栄養専攻調理コースが調理師養成施設として指定される。ドナルド・キーン日本文学研究奨励賞創設、第1回表彰式挙行
- 1999年 北摂キャンパスに大阪青山歴史文学博物館開館。全学科で男女共学化
- 2000年 生活科学科生活科学専攻は生活造形専攻、国文科は日本語・日本文学科、英米語科は英語コミュニケーション学科に名称変更
- 2002年 幼児教育科は幼児教育・保育科に名称変更
- 2003年 生活科学科食物栄養専攻製菓コースが製菓衛生師養成施設として指定される
- 2004年 日本語・日本文学科、英語コミュニケーション学科を統合し、ことばと文化学科設置（募集は2008年度まで）
- 2005年 大阪青山大学開学。生活科学科は調理製菓学科に名称変更。大阪府箕面市と包括協定を締結
- 2008年 大阪府池田市と連携協力協定を締結。
- 2014年 大阪青山大学短期大学部に名称変更。
- 2017年 幼児教育・保育科を廃止。
- 2021年 3月31日をもって廃止[2][注釈 1]。

## 基礎データ

### 所在地
- 箕面キャンパス（大阪府箕面市新稲2-11-1）

### 象徴
- カレッジマークは、本短大の英称の一部ある「Aoyama」の「A」をデザイン化したものとなっていた。

## 教育および研究

### 組織

#### 学科
- 調理製菓学科：いずれのコースも、一流ホテルで働くプロのシェフから学ぶことができるという特長があった。
  - 調理コース
  - 製菓コース
- 国文科：「日本文化史」｢言語コミュニケーション｣・｢文化財｣・｢日本語・日本文学｣の各コースがあった。2001年より「日本文学」・「日本語コミュニケーション」の各コースに変更。2004年度までの募集。
- 英米語科：｢英語・文学｣、｢ホテル・観光英語｣、｢実務・オーラルコミュニケーション｣の3コースからなっていた。2004年度までの募集。
- ことばと文化学科：｢日本語文化｣・｢チャイルドエデュケーションイングリッシュ｣・｢英語コミュニケーション｣・｢観光ビジネス｣の各コースがあった。
- 幼児教育・保育科

#### 専攻科
- なし

#### 別科
- なし

##### 取得資格について
資格
- 保育士：幼児教育・保育科にて取得可能であった。
- 調理師：調理製菓学科 調理コースに所属する必要があった。
- 学芸員補司書司書教諭：以下の学科に設置されていた。
  - ことばと文化学科
- 栄養士：かつて生活科学科に設置されていた食物栄養専攻にて取得できるものとなっていた。
- 学芸員補:かつて国文科に設置されていた日本文化史コースにて取得できるものとされていた。

受験資格
- 製菓衛生師：調理製菓学科 製菓コースに所属する必要があった。
- 幼稚園教諭二種免許状
  - 幼児教育・保育科
  - 英語：過去にあった英米語科にて設置されていた。
  - 国語：過去にあった国文科（日本語日本文学科）にて設置されていた。
  - 家庭：かつて生活科学科にあった生活科学専攻にて設置されていた。
  - 保健：かつて生活科学科にあった生活科学専攻にて設置されていた。

## 学生生活

### 部活動・クラブ活動・サークル活動
- 大阪青山大学短期大学部の部活動一覧

#### 文化部
- 演劇部
- ギネス部
- 軽音楽部
- 現代視聴覚文化研究部
- こどもボランティア部
- 写真部
- 手話ソングサークル
- ダンス部
- バイブルクラブ（聖書研究会）
- 美術部
- ビッグバンド部

#### 運動部
- 女子ソフトボール部
- 男子ソフトボール部
- 女子テニス部
- 男子テニス部
- バスケットボール部
- バドミントン部
- バレーボール部
- フットサル部
- 軟式野球部

### 青学祭
- 学園祭は、「青学祭」と題して、大阪青山大学と合同で毎年、概ね11月に実施されていた。
- 学生によるバンド、ダンスのほか、特別ゲストとしてアーティストや、プロサッカー（Jリーグ）であるガンバ大阪の選手が登場していた。

## 大学関係者と組織

### 大学関係者一覧
- 塩川利員：元学長
- 塩川和子：元学長、元理事長（現・学校法人清和多田学園理事長）
- 久田敏彦：現学長

## 施設

### 箕面キャンパス
箕面キャンパスは、閑静な住宅街に位置する。1967年に大阪青山女子短期大学が開学した当初から存在する。標高が高いことから大阪平野が一望でき、快晴時には、大阪湾が見える。
- 使用学科：調理製菓学科
- 交通アクセス
  - 阪急電鉄箕面駅より徒歩15分。無料のスクールバスが箕面駅～箕面キャンパスのルートで運行している。
  - 阪急バス東畑バス停から徒歩10分。池田駅より運行している。
  - 阪急バス新稲バス停から徒歩3分。千里中央駅・箕面船場阪大前駅・箕面萱野駅より運行している。
- 設備
  - 本館（多目的室、子育て支援室、保育・教職支援室、保健室、学習支援室、生物化学実験室、図画工作室、ビジュアル演習室、コンピューター室、学生談話室、調理実習室、音楽室、ピアノ練習室、保育演習室）
  - 1号館（栄養教育実習室、給食経営管理実習室、臨床栄養実習室、理化学実習室、学生実験室、特殊栄養実習室、リズム室、ピアノ練習室）
  - 2号館（製菓実習室、レストラン、兵馬俑、心理学演習室、視聴覚室、大講義室）
  - 3号館（学生食堂、ヤマザキショップ大阪青山学園店、図書館、クラブ室、書道教室）
  - 4号館（進路支援センター、情報教育センター、メディアセンター、大講義室）
  - グラウンド
- キャンパス周辺：ファミリーマート箕面新稲店、スカイアリーナ（第一総合運動場市民体育館）、箕面学園高等学校、箕面市立第一中学校、箕面新稲郵便局、箕面川、箕面温泉、箕面公園昆虫館、瀧安寺 、明治の森箕面国定公園、箕面駅

### 北摂キャンパス

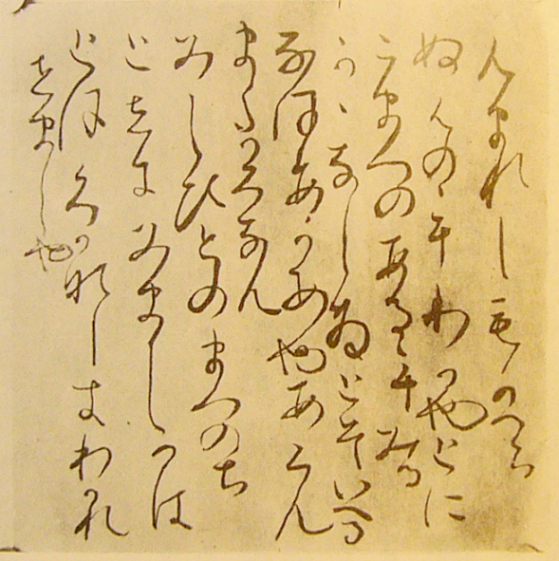
土佐日記

北摂キャンパスは、1999年に 大阪青山歴史文学博物館 及び 大阪青山体育館 が開館し設置され、当短大が掲げる情操教育に用いられていた。大阪青山歴史文学博物館には、『土佐日記』、『源氏物語絵巻』、『明月記』、千利休「書状幅」、ラテン語「時祷書」などの国宝1点や重要文化財16点、重要美術品4,000点・工芸品約500点が所蔵されている。
- 使用学科：調理製菓学科
- 交通アクセス：能勢電鉄一の鳥居駅より徒歩1分。
- 設備
  - 大阪青山歴史文学博物館（展望室、展示室、図書閲覧室、調査研究室、学芸員室、講義室、実習室）
  - 大阪青山体育館（体育館、フィットネスルーム、テニスコート、グラウンド）
- キャンパス周辺：一の鳥居駅

## 対外関係

### 系列校
- 大阪青山大学
- 青山幼稚園

### 附属施設
- 大阪青山歴史文学博物館
- 大阪青山体育館

### 関係校
- 平野幼稚園（学校法人学校法人清和多田学園）（実習協力園）

平野幼稚園の法人理事長・園長は大阪青山短期大学の前学長（のちに前理事長）である

### パートナーシップ
- プロサッカー（Jリーグ）
  - ガンバ大阪

### 他大学との協定

#### 海外
- カナダ
  - ヴィクトリア大学

- 大韓民国
  - 加耶大学校

## 社会との関わり
- 先述したように大阪青山歴史文学博物館は、一般の人々にも開放していることから地域に対する係りを大切にしている様子がうかがえる。

## 卒業後の進路について

### 就職について
- 幼児教育・保育科：保育所や幼稚園などの就職者が多い傾向にあった。
- 生活科学科：調理師や製菓衛生師の資格を活かして、ホテルや食品関連企業への就職が多かった。一例として、リーガロイヤルホテル・JALホテルズ・ヒルトンホテル・グランドホテルなどがある。
  - 旧・生活科学専攻：一般企業への就職者が多いものとなっていた。一例としてグンゼ・大和ハウス工業などがある。
  - 旧・食物栄養専攻：概ね半数以上が栄養職に就いていた。シダックス・日清医療食品・各種保育所・医療機関など多岐にわたっていた。
- こどばと文化学科:
  - 旧・国文科&日本語・日本文学科：一般企業への就職者が多かった。一例として八十二銀行・三井住友銀行などがある。
  - 旧・英米語科:：一般企業への就職者が多いものとなっていた。一例として近畿コカ・コーラボトリング・日本航空などがある。

### 編入学・進学実績
- これまでの実績として、高知大学・京都産業大学・京都橘大学・立命館大学・龍谷大学・追手門学院大学・大阪経済大学・大阪国際大学・関西外国語大学・近畿大学・四天王寺大学・摂南大学・帝塚山学院大学・梅花女子大学・桃山学院大学・甲南大学・甲南女子大学・神戸親和女子大学・聖和大学・奈良大学などがある。